# Haglpatron
Haglpatron er ammunition til et haglgevær og består af et cylinderformet pap- eller plastichylster, hvori der er en haglskål der er fyldt med bly-, bismuth- eller stålkugler i størrelsen 1-6 mm. I danske haglpatroner er er haglstørrelsen 2-4 mm. Kuglerne bliver ved hjælp af en ladning krudt bag haglskålen i enden af patronen fyret forud. Haglenes spredning bestemmes af geværets trangboring, som enten kan være fast, eller justerbar via Chokes der skrues i løbet forfra. Gevære med fast trangboring er normalt 1/2" (løb 1) og 1/4" (løb 2)
Haglpatroner anvendes først og fremmest til jagt på småvildt og fugle, men også til skydning af rådyr i en afstand af op til 20 meter. Vildtet dræbes som regel ikke ved, at livsvigtige organer træffes, men ved nervechokket, der følger af at blive ramt overfladisk af et stort antal hagl.
Der fremstilles også haglpatroner, hvor patronen er et stort bly- eller stålprojektil, de såkaldte brennekekugler, som anvendes blandt andet til jagt på vildsvin og rådyr samt af militæret. Brennekekugler må ikke anvendes til jagt i Danmark.
Militær og politi benytter haglpatroner i nærkampe, som f.eks ved hus- og gadekampe. Ved indsatser mod demonstrationer er blykuglerne i patronen erstattet med gummikugler, der ikke giver en dødelig virkning, men virker som et knytnæveslag.